# Теодорос Багланеас
Теодорос Багланеас (на гръцки: Θεόδωρος Μπαγλανέας του Αθανασίου) е гръцки юрист и администратор.

## Биография
Роден е на 13 март 1913 година в Ермуполи, в семейство по произход от Мани. Учи право в Атинския университет и работи като адвокат в Атина. По време на германската окупация Теодорос Багланеас се включва в съпротивителната дейност и в 1943 година е арестуван на Евбея, но успява да избяга. След това се присъединява към Националния демократичен гръцки съюз.
Той е назначен за областен управител (номарх) на Пела в три различни периода в 40-те години и служи като номарх на Лерин от 6 април 1957 година до 22 януари 1958 година и на Кавала в 1945 година и отново от 1958 до 1962 година. В 1945 година е също и номарх на Драма, докато служи и като областен управител на Илия (1954 – 1955). След това е първи номарх на Гревена от 22 ноември 1964 година до 1965 година, когато подава оставка от службата въз основа на закона за доброволно пенсиониране.
Умира на 29 септември 2003 година и е погребан в Атина.